# زمین‌لرزه ۱۹۶۸ فیلیپین
زمین‌لرزه فیلیپین  در تاریخ ۱ اوت ۱۹۶۸ میلادی، برابر با ‎۱۰ مرداد ۱۳۴۷، ساعت ۲۰:۱۹:۲۴ به زمان یوتی‌سی در فیلیپین رخ داد. ژرفای این زلزله ۵۲٫۱ کیلومتر بود. بزرگی آن ۷٫۷ در مقیاس Mw اعلام شده‌است. زمین‌لرزه به وقت محلی در روز جمعه، ساعت ۴ روی داده و منطقه زمانی آن یوتی‌سی +۸ بوده‌است .
سازمان زمین‌شناسی آمریکا نیز جای این زمین‌لرزه را در مختصات ۱۶°۳۰′شمالی ۱۲۲°۱۲′شرقی / ۱۶٫۵°شمالی ۱۲۲٫۲°شرقی و بزرگی آنرا برابر با ۷٫۳ در مقیاس ریشتر اعلام کرده‌است. ژرفای گزارش شده از سوی این سازمان ۳۶ کیلومتر می‌باشد.
شمار کشتگان زلزله حدود ۲۰۷ نفر بوده‌است.تعداد زخمیان ۲۶۱ نفر برآورده شده‌است.سونامی نیز در این زلزله گزارش شده‌است.